# Hexatoma (Eriocera) mesopyrrha
Hexatoma (Eriocera) mesopyrrha is een tweevleugelige uit de familie steltmuggen (Limoniidae). De soort komt voor in het Oriëntaals gebied.